# Belica (région)
Pour les articles homonymes, voir Belica.
La Belica (en serbe cyrillique : Белица) est une région située au centre-est de la Serbie. Elle constitue un sous-ensemble de la région plus vaste de la Šumadija (Choumadie). Elle doit son nom à la rivière Belica, un affluent de la Velika Morava.

## Géographie
La région de la Belica est située au nord de la région de Levač, entre les monts Gledić à l'ouest et au nord-ouest, les monts Juhor au sud-est et la Velika Morava à l'est.

## Localités
Les localités les plus importantes de la région de la Belica sont Jagodina et Majur.